# Kristkova podyjská glyptotéka

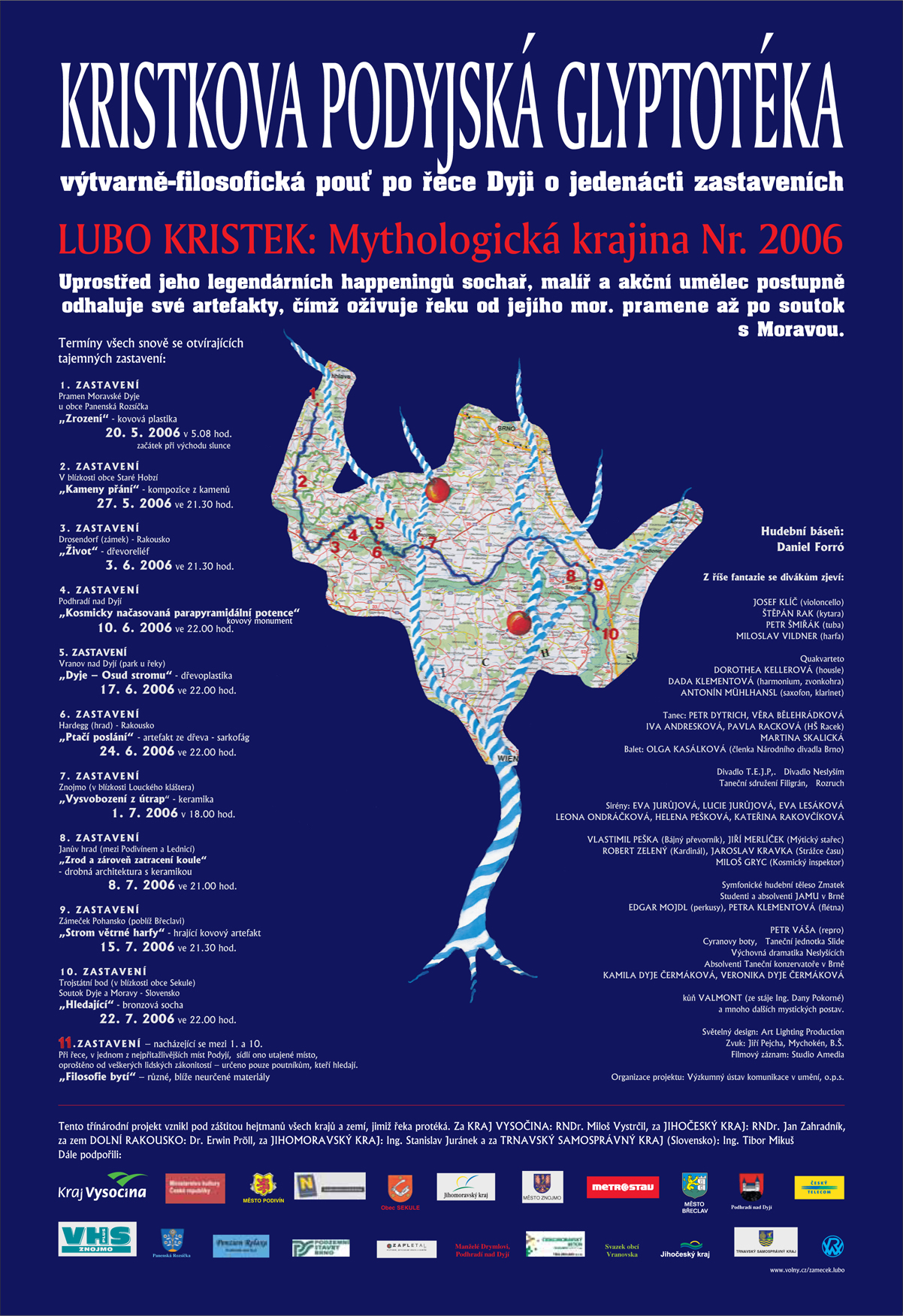
Plakát ke slavnostnímu otvírání Kristkovy podyjské glyptotéky

Kristkova podyjská glyptotéka je výtvarně-filozofická trasa poutních míst od pramene Moravské Dyje až po soutok Dyje a Moravy, kterou v letech 2005 až 2006 vytvořil sochař Lubo Kristek. Tato trasa prochází třemi státy – Českem, Rakouskem a Slovenskem – a nachází se na ní celkem jedenáct sochařských zastavení.

## Historie
Myšlenka Lubo Kristka sochařsky zpracovat řeku Dyji vyústila po mnoha letech zrání ve vytvoření Kristkovy podyjské glyptotéky. Kristek si vybral podyjská zákoutí, ze kterých na něj nejvíce dýchnul genius loci, a ta pak ztvárnil. Vytvořil tak přírodní galerii soch, ve které mohou návštěvníci zhlédnout výbor z jeho celoživotního díla. Každé zastavení má svou jedinečnost. V některých případech vznikaly sochy přímo pro konkrétní zastavení, jinde byly umístěny sochy ze staršího období, které s místem souzní.
Kristkova podyjská glyptotéka duchovně, umělecky i turisticky propojuje pět krajů - kraj Vysočina, Jihočeský kraj, Dolní Rakousko, Jihomoravský kraj a Trnavský samosprávny kraj. Projekt vznikal pod záštitou hejtmanů těchto pěti krajů. Jeho smyslem bylo obohatit kulturní fond nejen České republiky a sjednotit dříve oddělené příhraniční regiony České republiky, Rakouska a Slovenska. Kristkova podyjská glyptotéka je unikátní výpovědí o naší době pro příští generace. Její význam docenil i ministr kultury ČR Václav Jehlička ve své předmluvě ke katalogu k výroční výstavě Lubo Kristka, který v roce 2008 vydalo Neues Stadtmuseum v německém Landsbergu (druhou předmluvou katalog uvedl bavorský ministr pro školství, vědu a kulturu Dr. Thomas Goppel.)

## Seznam zastavení Kristkovy podyjské glyptotéky
- 1. pramen Moravské Dyje
- 2. Staré Hobzí
- 3. Drosendorf
- 4. Podhradí nad Dyjí
- 5. Vranov nad Dyjí
- 6. Hardegg
- 7. Znojmo
- 8. Janův hrad
- 9. Zámeček Pohansko
- 10. soutok Dyje a Moravy
- 11. utajené místo mezi zastaveními 1–10 (určenou poutníkům, kteří hledají...)

## Jednotlivá zastavení

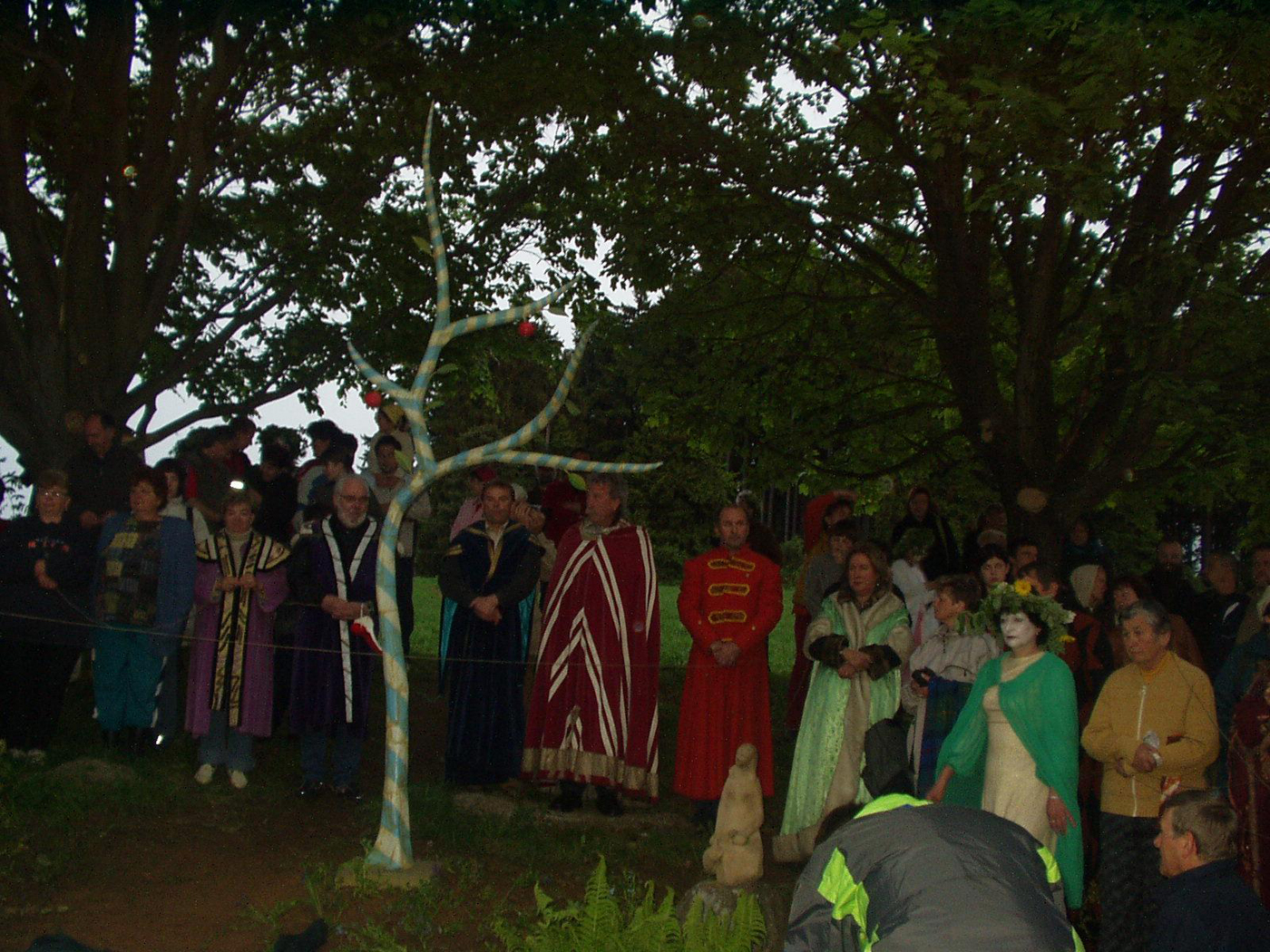
Zrození – 1. zastavení

### Pramen Moravské Dyje
První zastavení stezky se nachází u obce Panenská Rozsíčka.
Vyvěrání ze země ztvárňuje socha Zrození (2005–2006) - strom, stvořený ze dvou přírodních elementů, z vody a vzduchu. Tento symbolický strom chrání jak pramen Moravské Dyje, tak kopii sošky Jarní studánka (Jaroslav Krechler) a žehná toku. Právě na tomto místě vystupují ze země první kapky později mohutné řeky. Z pramene se v happeningu za úsvitu roku 2006 zrodilo improvizované dítě pojmenované Dyje, čímž započal další životní cyklus. Poutní místo bylo slavnostně otevřeno 20. května 2006.

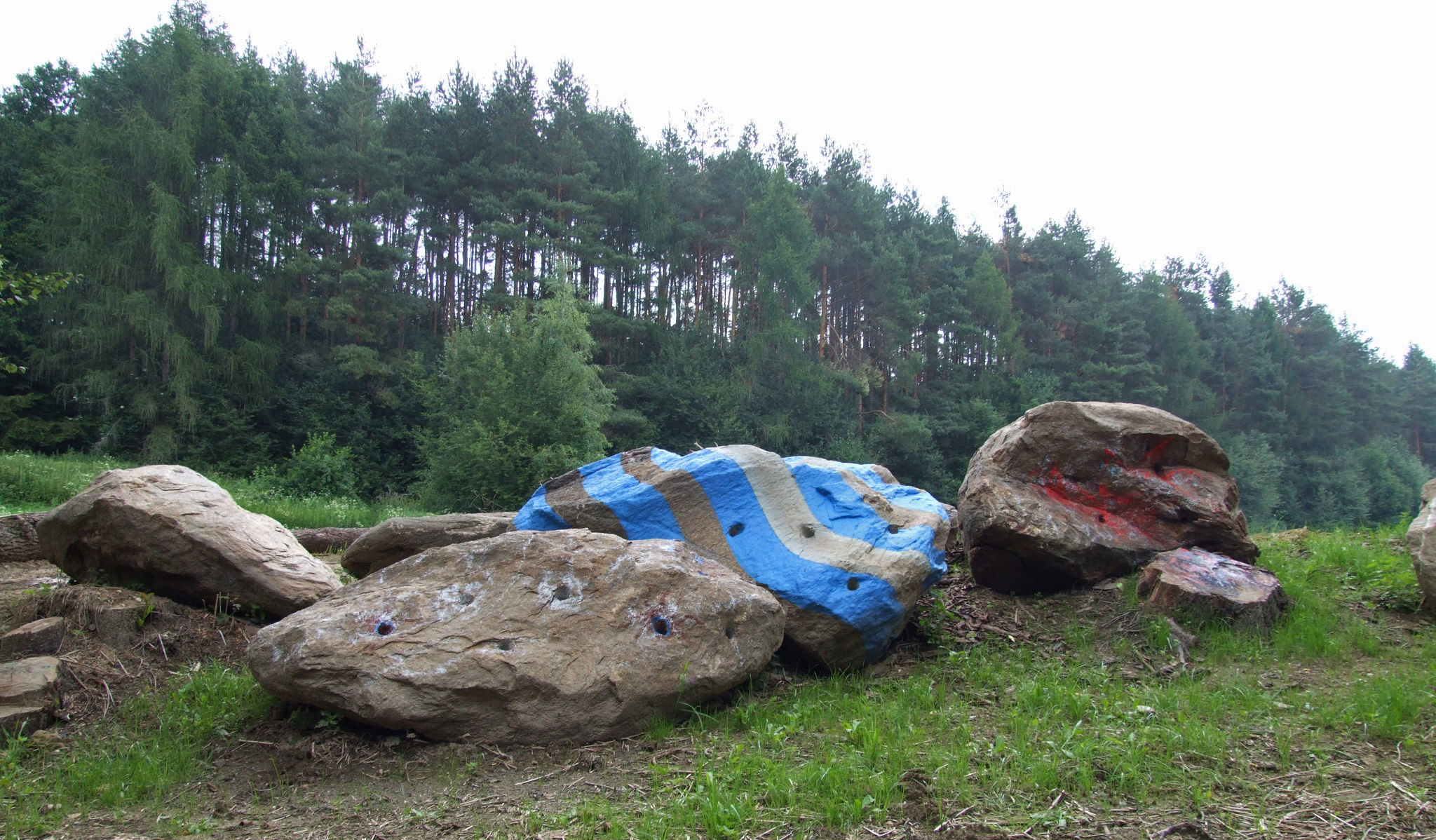
Kameny přání – 2. zastavení

### Staré Hobzí
Druhé zastavení stezky se nachází za obcí směrem na Slavonice.
Jedno ze zastavení celé této trasy poutních míst se nachází v místech, kde Moravská Dyje, při obci Staré Hobzí, prochází panenskou přírodou. Sochařské dílo Kameny přání (2006), které Lubo Kristek vytvořil ze sedmi balvanů, daru obce Panenská Rozsíčka, skrývá tajemství. Do prohlubní v artefaktu vkládají poutníci svá přání napsaná na svitku. Poutní místo bylo slavnostně otevřeno 27. května 2006.

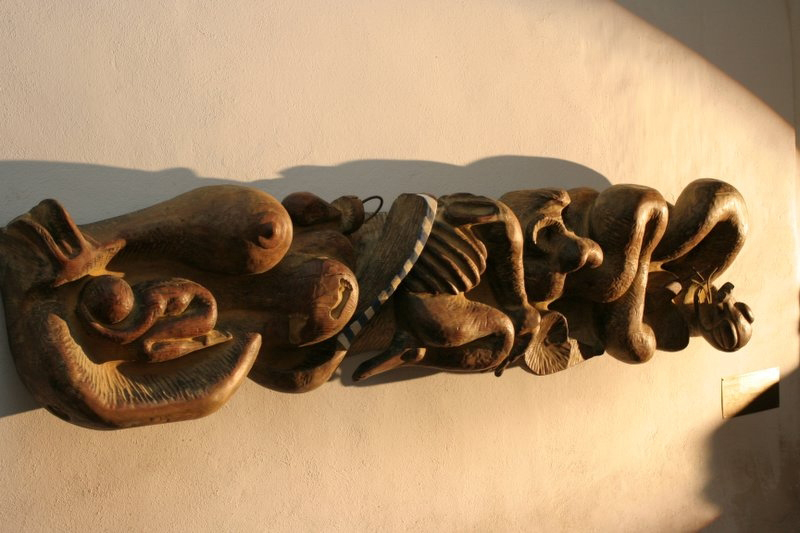
Život – 3. zastavení

### Drosendorf
Třetí zastavení stezky se nachází u vchodu do zámku.
Dřevoplastika Život (1971-1972) je dílem z raného období tvorby Luba Kristka. Do mohutného smrku z bavorského Černého lesa vytesal archetypální údobí jednoho lidského života. Třetí zastavení podyjské glyptotéky, souboru soch Lubo Kristka, naleznete při vstupu na drosendorfský zámek. Poutní místo bylo slavnostně otevřeno 3. června 2006.

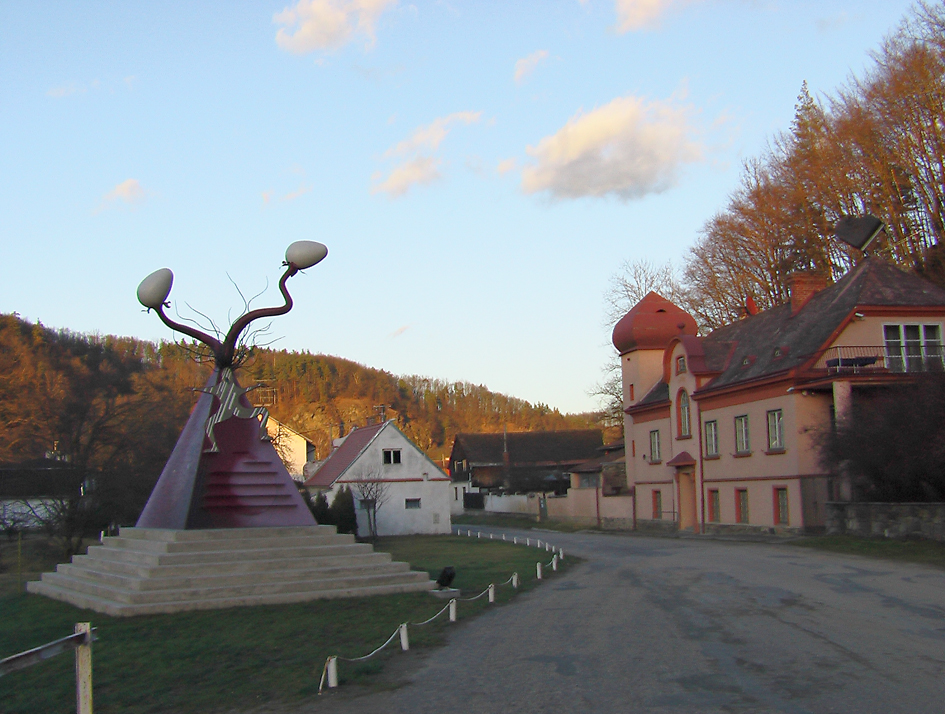
Kosmicky načasovaná parapyramidální potence – 4. zastavení

### Podhradí nad Dyjí
Čtvrté zastavení stezky se nachází před Zámečkem Lubo,

Nejnovější a nejprogresivnější socha celé trasy nazvaná Kosmicky načasovaná parapyramidální potence (2005-2006) se nachází v těsné blízkosti českého sídla a ateliéru Lubo Kristka. Tento artefakt je magnetem jak pro lidi, tak pro zvířata. Poutní místo bylo slavnostně otevřeno 10. června 2006.

### Vranov nad Dyjí
Páté zastavení stezky se nachází u parku u řeky.
Vranovská socha z jilmu Dyje – Osud stromu (1968) vznikala postupně v době, kdy Lubo Kristek žil a tvořil v Německu, jako vzpomínka na vzdálený domov, v té době zakázaný. Současně je v ní ukryto poselství, které Kristek převzal od svého životního přítele a učitele Arno Lehmanna - význam motivu koule v sochařině. Poutní místo bylo slavnostně otevřeno 17. června 2006.
16. 8. 2010 se krajem přehnala nevídaná ničivá smršť. Socha byla silně poškozena, její odštěpky se nacházely po celém areálu parku. Po krátké době se zastupitelstvo městyse Vranova nad Dyjí usneslo sochu restaurovat. Práce trvaly do září 2011. Přírodní katastrofa zničila mimo jiné zeměkouli umístěnou na vrcholu původní dřevoplastiky. Kristek je přesvědčen, že přibývající přírodní katastrofy jsou do jisté míry zaviněny samotným člověkem a jako náhradu původní zeměkoule se odhodlal tuto přepracovanou plastiku korunovat dvěma vejci (ab ovo), které symbolizují naději do budoucna. Příběh poutního místa pokračuje, socha doplněna symbolem pyramidy, jež ji nyní i lépe chrání.
Kolem sochy bylo postaveno dětské hřiště, což se sochařovi nelíbí.

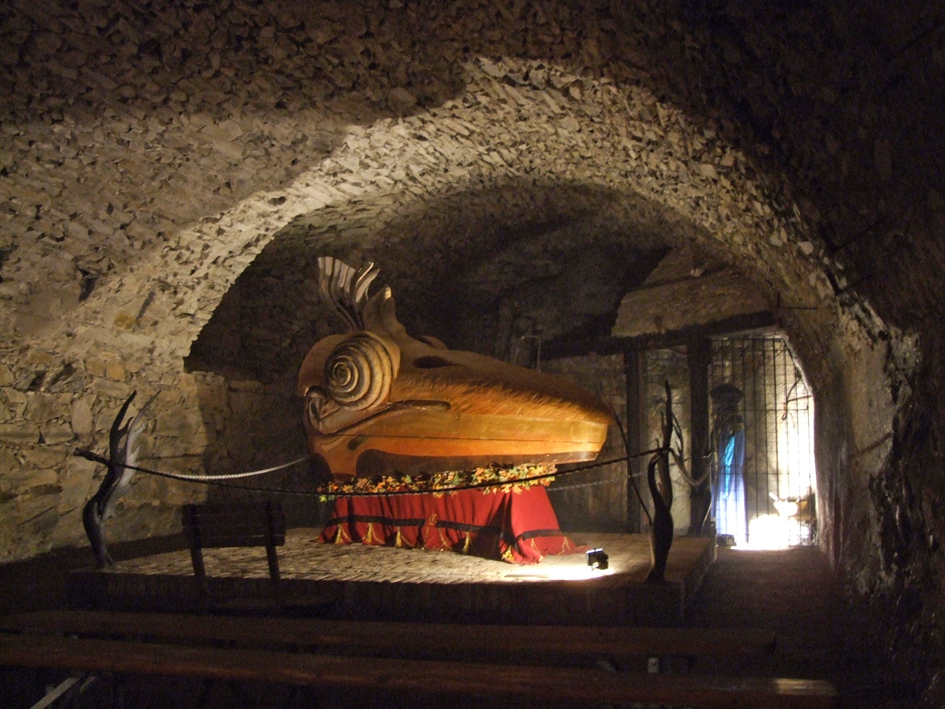
Ptačí poslání – 6. zastavení

### Hardegg
Šesté zastavení stezky se nachází u hradu.
Středověký hrad Hardegg má na svém území sochu Ptačí poslání (1998) ve tvaru prehistorické lebky, ve kterém budou odpočívat ostatky Lubo Kristka. Figurína poblíž sarkofágu vyčkává, až přijde jeho majitel, potom zmizí. Na tomto zastavení může poutník zhlédnout sestřih videozáznamu z happeningu přímo v kryptě, kterým byl sarkofág uveden na současné místo. Poutní místo bylo slavnostně otevřeno 24. června 2006.

### Znojmo
Sedmé zastavení stezky se nachází při řece u Louckého kláštera.
V keramice Vysvobození z útrap (1978) ve skalní kapličce při Dyji ve Znojmě, nedaleko Louckého kláštera, se snoubí veškeré myslitelné umělecké styly od gotiky až po pop-art. Kristus v této soše není uvězněn na kříži, jak tomu bývá obvykle. Iluze Krista visícího na kříži vzniká pouze při jistém úhlu pohledu. Z tohoto úhlu se ovšem pozorovatel na druhé straně jeví stejně. Zastavení se nachází v prostředí v těsné blízkosti Dyje.

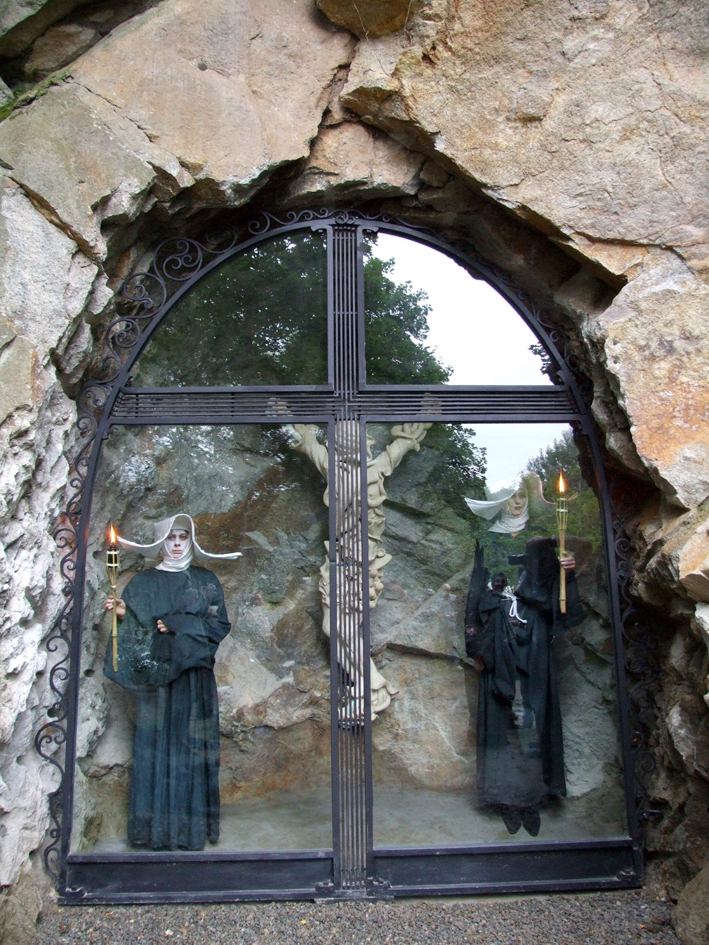
Vysvobození z útrap – 7. zastavení

Poutní místo bylo slavnostně otevřeno 1. července 2006.

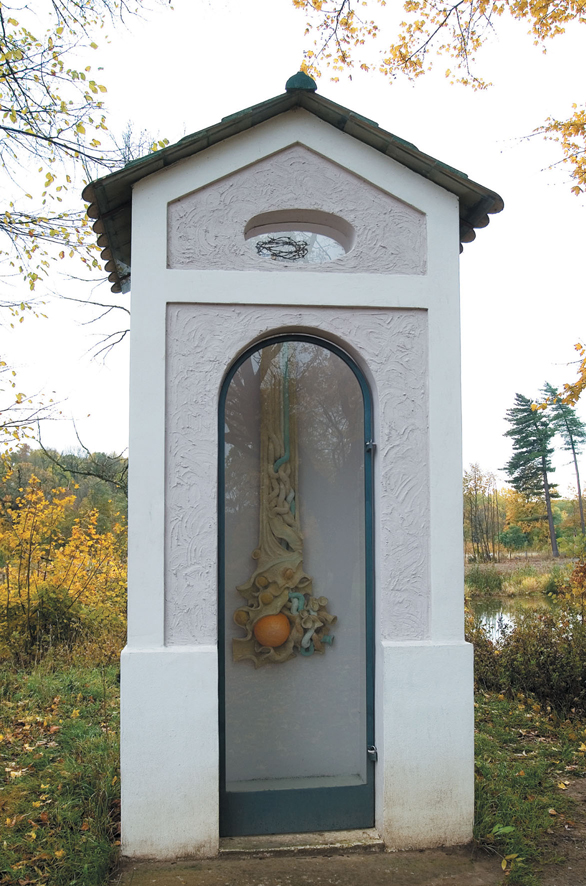
Zrod a zároveň zatracení koule – 8. zastavení, foto: Dušan Rouš

### Janův hrad
Osmé zastavení stezky se nachází mezi Podivínem a Lednicí.
Tematika zrodu a zatracení se v dějinách periodicky opakuje. Kristkova kaplička u Janohradu se zakomponovanou keramickou sochou Zrod a zároveň zatracení koule (1978) se jako pomník časů nachází na osudovém křížení energetických cest. Jednou z nich je Černá Dyje, mrtvé rameno kdysi nebezpečně dravé řeky regulované vývojem, druhou pak spojnice přes řeku, přerušená před více než šedesáti lety. Kaplička připomíná zarostlou minulost, tato konceptuální stavba vyrůstá z genia loci přilehlé lokality.
Symbolika artefaktu v architektuře pak předjímá nevyhnutelnost smrti při zbrklém vývoji, současně však také nezničitelnost čisté energie. Dominantu keramiky, která nese silné duchovní poselství, tvoří koule – ztělesnění ideální koncentrované energie, životní síly. Touto kapličkou Kristek navazuje na linii svých církevních výtvarných příspěvků (např. vysvěcená kaple v německém Penzingu). Poutní místo bylo slavnostně otevřeno 8. července 2006.

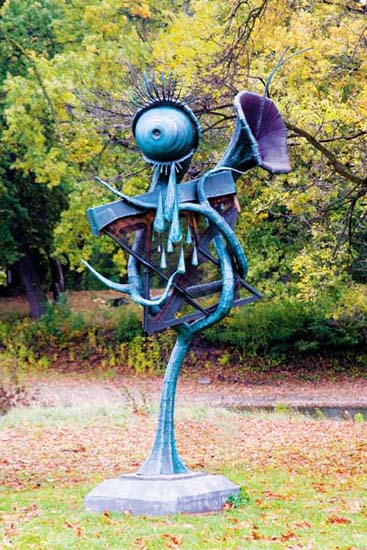
Strom větrné harfy – 9. zastavení, foto: Dušan Rouš

### Zámeček Pohansko
Deváté zastavení stezky se nachází nedaleko Břeclavi.
Hrající kovová plastika u zámečku Pohansko, kterou rozezvučí vítr, svým strunným fragmentem odkazuje na původní obyvatele oblasti Pohanska. Strom větrné harfy (1992) rezonuje s prostředím i s přicházejícími poutníky.

Poutní místo bylo slavnostně otevřeno 15. července 2006.

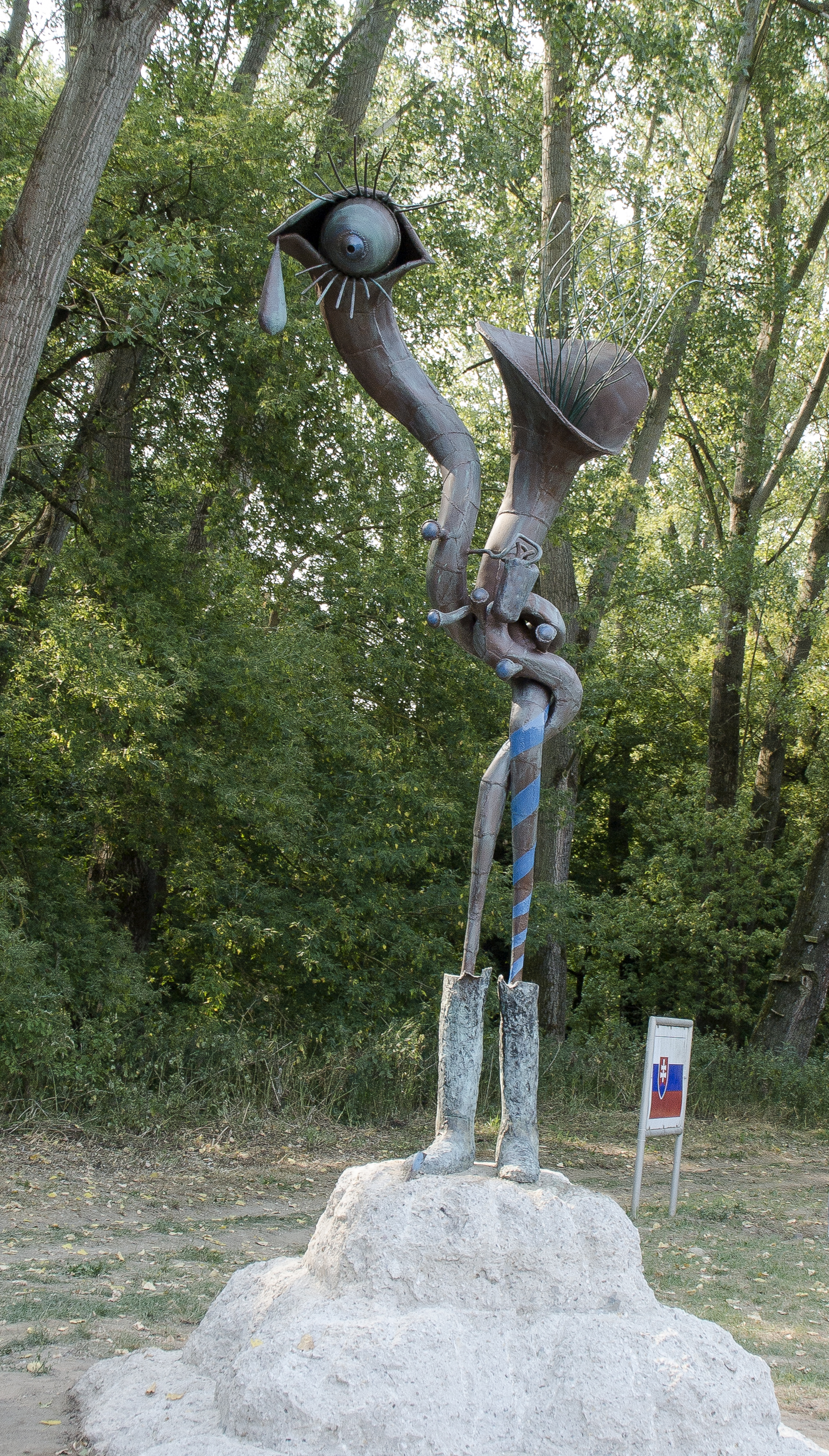
Hledající - organické formy – 10. zastavení

### Soutok Dyje a Moravy
Desáté zastavení stezky se nachází u trojmezí u obce Sekule.
Závěrem Kristkovy podyjské glyptotéky, na trojstátním bodu, který je současně soutokem řek Dyje a Moravy, přichází poutník na místo, kde je výtvarný vjem gradován hlubokou filosofií. Poslední socha s názvem Hledající napovídá, že cesta za poznáním nikdy nekončí a otvírá stále nové a nové obzory. Průzory ve společném srdci dvojbytosti srostlé z muže a ženy lze pohlížet ze Slovenska směrem do Česka a do Rakouska. Srdce tak tvoří optickou spojnici všech tří států. Vnímavý poutník nalezne zorném poli vyčleněném srdečními průhledy dva letící ptáky. Poutní místo bylo slavnostně otevřeno 22. května 2006.
V roce 2009 byla bronzová socha Hledající hledající odcizena. Dne 15. 8. 2015 bylo na tomto místě odhaleno autorovo nové dílo nazvané Hledající - organické formy. Poslední zastavení Kristkovy podyjské glyptotéky se podařilo obnovit díky úsilí a podpoře obce Sekule.

### Utajené místo
Jedenácté zastavení stezky se nachází mezi zastaveními 1–10, na dohled od řeky a je určeno poutníkům, kteří hledají.